# Ischaemum afrum
Ischaemum afrum là một loài thực vật có hoa trong họ Hòa thảo. Loài này được (J.F.Gmel.) Dandy mô tả khoa học đầu tiên năm 1956.